# Federico D'Incà
Federico D'Incà, né le 10 février 1976 à Belluno, est un homme politique italien, ministre des Relations avec le Parlement de 2019 à 2022.

## Biographie
En 2013, il est élu député de la circonscription Vénétie 2 pour le Mouvement 5 étoiles.
Il est ministre des Relations avec le Parlement dans le gouvernement Conte II à partir du 5 septembre 2019 et le demeure dans le gouvernement Draghi en février 2021.
Il rejoint la formation centriste Ambiente 2050 à l'été 2022, reprochant à son ancien parti d'avoir retiré son soutien au gouvernement Draghi et de s’être rapproché de la gauche. En outre, il ne pouvait prétendre à un troisième mandat parlementaire en restant au M5S, conformément aux statuts de ce parti.